# Manuel de Faria e Sousa

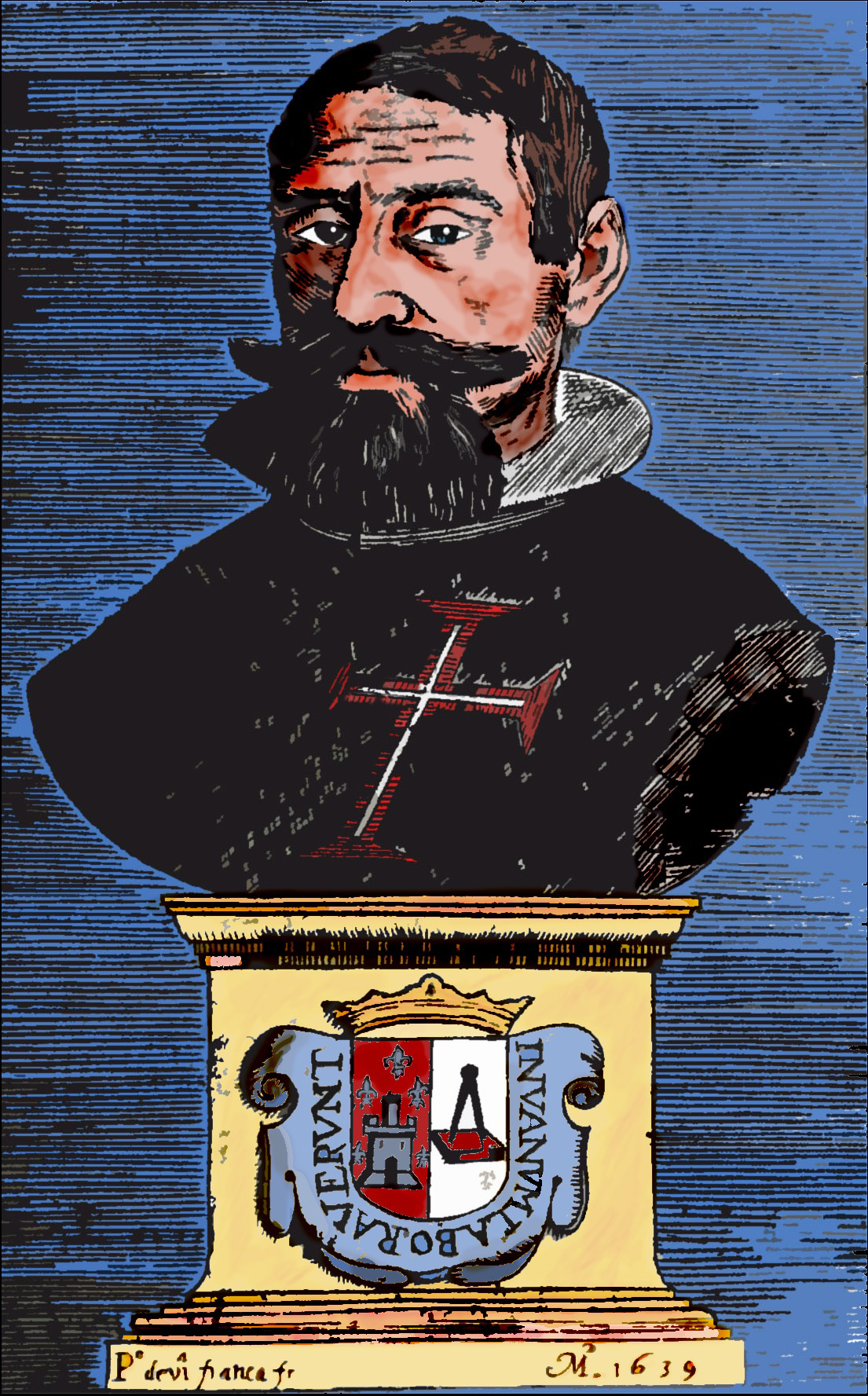
Porträt Manuel de Faria e Sousas, 1639

Manuel de Faria e Sousa (* 18. März 1590 auf der Quinta da Caravela, Pombeiro, Portugal; † 3. Juni 1649 in Madrid, Spanien) war ein portugiesischer Schriftsteller, der hauptsächlich als Dichter, Historiker und Herausgeber tätig war. Sein Werk schrieb er ausschließlich in Kastilisch. Auch gilt er als erster bedeutender Camões-Forscher.

## Leben
Manuel de Faria e Sousa wurde 1590 auf dem Gut (Landsitz) Quinta da Caravela bei Pombeiro geboren. Sein Vater war Amador Pires, seine Mutter Luisa de Faria e Sousa. Mit 10 Jahren kam er ins Kloster nach Braga, um dort die Klosterschule zu besuchen. Sein Vater war mit dem Erzbischof von Porto, Dom Frei Gonçalo de Morães, befreundet und ermöglichte so 1604, dass der 14-Jährige als Privatsekretär des Erzbischofs arbeitete und gleichzeitig seine Studien fortsetzte. 1614 heiratete er Dona Catharina Machado, mit der er zehn Kinder hatte und die er als „Albania“ in seinem poetischen Werk besang.
Nach dem Tode seines Arbeitgebers 1618 war er zunächst arbeitslos und zog sich auf das väterliche Gut zurück. 1619 bekam er jedoch erneut eine Stelle: er wurde Chefsekretär von Pedro Alvares Perreira, dem Conde (Grafen) von Muge, Staatssekretär König Don Philipps II. von Spanien, Staatsbeauftragter für Portugal. 1628 kehrte er dann nach Portugal zurück. 1631 wurde er nach dem Tode seines zweiten Arbeitgebers, des Grafen von Muge, Chefsektretär von Dom Manuel de Moura, Botschafter Portugals beim Kirchenstaat. Dies ermöglichte ihm auch eine Audienz zusammen mit seinem Chef bei Papst Urban VIII. 1634 kehrte er zurück nach Madrid, wurde jedoch verhaftet und eingekerkert, kam aber nach drei Monaten wieder frei. Die Heilige Inquisition hatte ihn wegen einiger Kommentare in seinem Vorwort zur Herausgeberschaft der Lusiaden von Camões festnehmen lassen. Danach wurde er pensioniert und erhielt eine Pension von 60 Dukaten im Jahr. Insgesamt wurde er als fleißiger und friedfertiger Mensch beschrieben.
Am 3. Juni 1649 starb er in Madrid im Hause des Marques de Montebelo. Seine sterblichen Überreste wurden am 6. September 1660 ins Kloster nach Pombeiro gebracht und dort bestattet.

## Camões-Forschung
Manuel de Faria e Sousa gilt gemeinhin als der erste Forscher, der sich mit Leben und Werk von Camões auseinandergesetzt hat. Jedoch ist von ihm keine kritisch-historische Arbeitsweise zu erwarten, da er das Werk kritiklos verherrlicht. Vor allem die Lusiaden und viele Gedichte von Camões wurden von ihm herausgegeben.

## Eigenes Werk

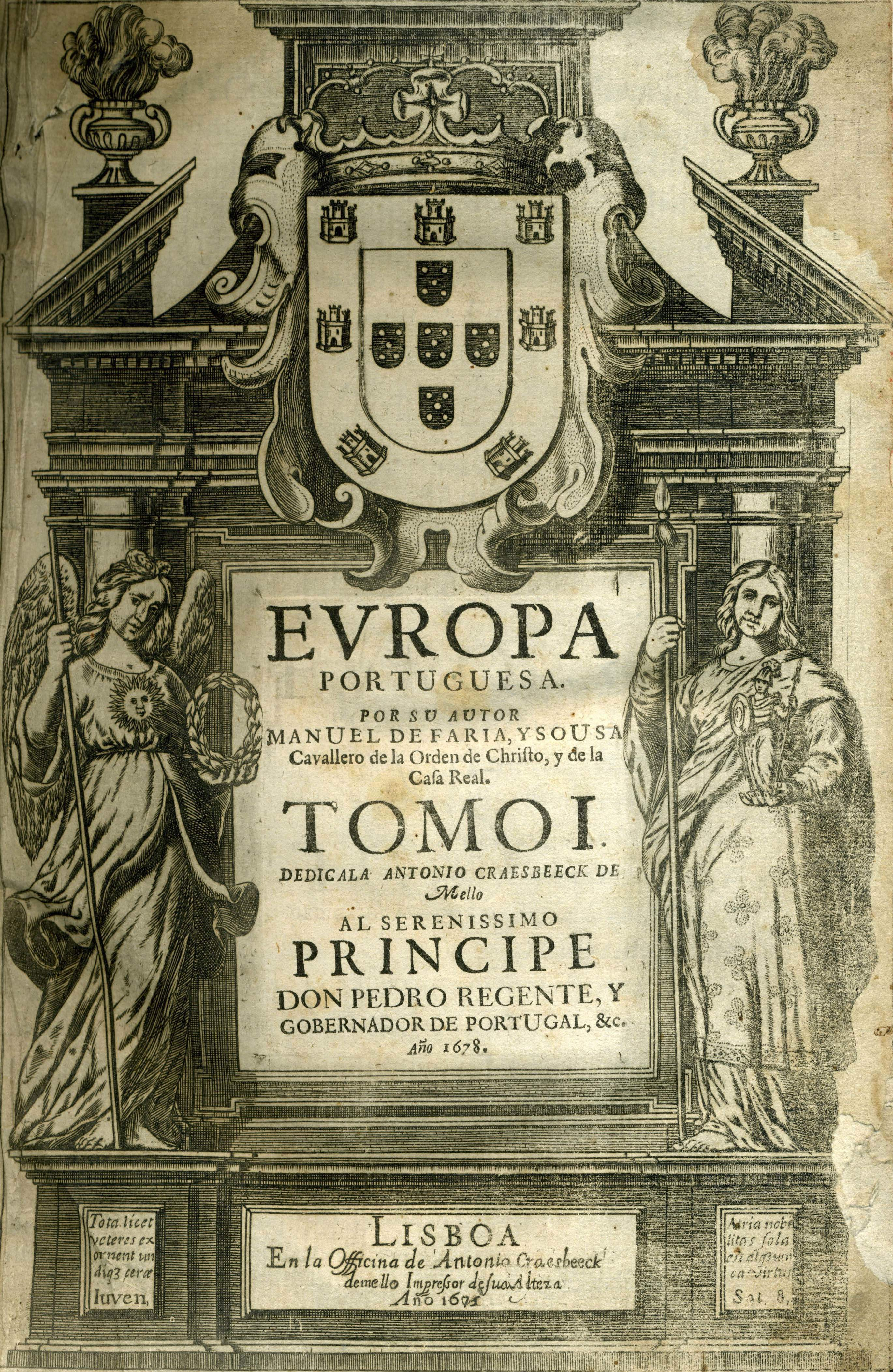
Frontispiz aus Europa portuguesa, Ausgabe von 1678

Faria e Sousa schrieb ausnahmslos in Kastilisch, obwohl er Portugiese war. Das erklärt seine Bekanntheit in Spanien und das Interesse auch des Auslandes an seiner Camões-Forschung und seinen historischen Werken. Als Historiker versuchte er sich an umfangreichen Werken zur Gesamtdarstellung portugiesischer Geschichte in Europa, Afrika und Asien, schaffte es aber durch seinen Tod nicht mehr, das Werk zu vollenden. In diesem Bereich steht er in der Tradition des Humanisten und Historikers João de Barros. In seinem poetischen Werk finden sich Sonette, Eklogen, Kanzonen und viele Madrigal-Texte. Später folgten auch Übersetzungen ins Englische, vor allem seines historischen Werkes, so History of Portugal (1698) und Portuguese Asia (1695). Sein Werk ist bisher nicht ins Deutsche übertragen worden.

## Werk (Auswahl)
- Noche Claras, 1624-1626, Lyrik (erste Gesamtauswahl seiner Poesie).
- Fuente de Aganipe, rimas varias, 1644-1646, Lyrik,(7 Bände).
- Lusiadas de Luis de Camoens, Principe de los Poetas de Espana, 1639 (Herausgeber der Lusiaden von Camões).[1]

- Europa portuguesa, 1667, historische Schrift.
- Asia portuguesa, 1666-1675, historische Schrift.
- Africa portuguesa, 1681, posthum, historische Schrift.